# Mu (flod)
Mu är en 275 km lång flod sin flyter i norra och centrala Myanmar. Floden flyter samman med Irrawaddy väster om Sagaing. Mu har använts till bevattning sedan 800-talet.